# 銀河少年隊
銀河少年隊（ぎんがしょうねんたい）は、NHKで1963年（昭和38年）4月7日 - 1965年（昭和40年）4月1日に放送された、手塚治虫原作の人形劇である（全3部・92話）。毎回メカなどのSF的な描写に数分のアニメーション（虫プロダクション製作）を組み入れていた。

## あらすじ
第1部では、太陽が急速にエネルギーを失い冷え始めて、地球は寒冷化し、人類をふくむ全生物に絶滅の危機が迫ることを花島博士が発見する。太陽を再生するには、恒星同士が衝突した時に生じる特殊な物質を撃ち込んでやらなければならない。ロップ少年はロボット犬を従え、優しく美しい金星人アーミア、向こう見ずだが勇敢な火星人ポイポイ、食いしん坊でちょっと間抜けな宇宙人ダーと共に、恒星同士の衝突現場を見つけようと、ロケットのロップ号に乗り込んで銀河系内を探索する。悪役のゴムバンとデスの妨害をはねのけ、アーミアの優しさに触れて愛を知った超高性能ロボットのゴボスの助言でついに恒星の衝突の場に到達、おかげで絶滅に瀕していた地球はじめ太陽系の惑星は救われた。

## スタッフ
- 原作：手塚治虫
- 脚本：若林一郎、島田二郎（第31話のみ）
- 人形美術：竹田喜之助
- 操演：竹田人形座
- 音楽：冨田勲
- アニメーション：虫プロダクション

## 放送時間
第1部（1963年4月7日 - 1964年4月5日、全43話）
毎週日曜日　17時45分 - 18時 （15分）
第2部（1964年4月9日 - 1965年1月14日、全38話）
毎週木曜日　18時 - 18時25分 （25分）
第3部（1965年1月21日 - 1965年4月1日、全11話）
（第2部と変わらず）

## 主題歌
- 『銀河少年隊』
  - 1963年度（第1部）（作詞：島田二郎　作曲：冨田勲　歌：坂本九 合唱：二期会）[1]
  - 1964年度（第2部・第3部）（作詞：若林一郎　作曲：冨田勲　歌：上高田少年合唱団）

## 声の出演
- 安藤哲（ロップ［第1部］）
- 白坂道子（ロップ［第2部以降］）
- 若山弦蔵（花島博士［第1部］）
- 天地総子（ポイポイ［第1部］）
- 永井一郎（ダー［第1部］、テックス刑事［第2部］）
- 安田まり子（ミリア）
- 相模武（伴俊作）
- 太田淑子（ペドロ）
- 高見理沙（アーミア）
- 木下喜久子（ゴムバン）
- 滝口順平（デス）
- 牟田悌三（語り［第1部］）

## 現存する映像
本作はフィルム作品だが、フィルムは殆ど現存せず、わずかにが現存するのみである。
- 第28話「谷間の怪艇」（無音）
- 第67話「月の廃墟」（フランス語の字幕が入った海外上映用）
- 第87話「化石病」（アニメ部分ラッシュフィルムのみ）

第67話「月の廃墟」も無音であったが、後にNHKで音声テープが再発見され、DVD『NHK人形劇クロニクルシリーズVol.3 竹田人形座の世界〜空中都市008〜』に収められている。

## 豆知識
1997年11月23日 宇宙軌道上のスペースシャトル「コロンビア号」にて土井隆雄宇宙飛行士が目覚まし用の曲としてリクエストした同番組の主題歌が流された。
この作品の第1部の物語の設定は後の非手塚アニメ『宇宙戦艦ヤマト』に引き継がれている。